# Dünnwald (Köln)
Dünnwald ist ein Stadtteil von Köln im Bezirk Mülheim.

## Lage
Dünnwald grenzt im Osten an Bergisch Gladbach, im Süden an Dellbrück und Höhenhaus, im Westen an Flittard und im Norden an Leverkusen.
Dünnwald in seiner heutigen Ausdehnung – die jedoch in den Grundzügen bereits im Mittelalter vorhanden war – reicht von der Rheindüne (heute: „Am weißen Mönch“) bis über den Randbereich der Heideterrasse (heute: „Dünnwalder Mauspfad“) hinaus. Dünnwald lag somit oberhalb des Überflutungsgebietes des Rheins, der bei Hochwasser bis an die Rheindüne herantrat und den Bereich der heutigen Felder zwischen Stammheim und Flittard einerseits sowie Dünnwald und Teilen von Höhenhaus andererseits flutete.
Bereits in der vorchristlichen Zeit, und nach heutiger Forschung bereits in keltischer und später in der germanischen Zeit, existierte der heutige Mauspfad als Fernhandels- und Militärweg, an dem Dünnwald damals lag Dünnwald lag darüber hinaus am Heerweg Köln–Dortmund, einer sog. Altstraße oder auch Hellweg. Der Heerweg war jedenfalls vom Frühmittelalter bis in die Neuzeit ein bedeutender Heerweg, Pilgerweg, Handelsstraße und die wichtigste Durchgangsstraße im Zentrum des Bergischen Landes. Funde deuten darauf hin, dass die Route bereits in der Antike bestand. Vermutlich ist auch Karl der Große bei einem seiner Feldzüge gegen die Sachsen im Jahre 775 daher an Dünnwald vorbeigezogen. Vermutlich kreuzten sich in Dünnwald gleich mehrere Altstraßen bzw. verliefen teilweise parallel: der Mauspfad (Nord-Süd), Heerweg Köln–Dortmund (Süd-Nord/Ost), Heerweg Köln–Kassel (West-Ost) – die Lage des Letzteren ist jedoch heute etwas unklar, möglicherweise verlief der Weg südlicher durch Köln-Brück; in der Karte von J. Schneider aus dem Jahr 1890 ist jedoch explizit „Dünnwald“ als Ortslage eingetragen.

## Geschichte
Der etymologische Ursprung der Bezeichnung Dünnwald lässt sich nicht mehr einwandfrei klären. So ist eine Herleitung anhand des Flusses Dhünn, der bei Leverkusen in die Wupper mündet, ebenso möglich wie die Herleitung des Namens anhand der Verortung nahe einer Rheindüne. Zweifelsohne stellt der Namensbestandteil „-wald“ einen Hinweis auf den heute noch in Fragmenten erhaltenen Dünnwalder Wald dar.
Rund 400 Grabhügel aus der Zeit von 900 bis 400 v. Chr. (späte Bronzezeit bzw. frühe Eisenzeit) zeugen von der Anwesenheit von Menschen bereits in der späten Bronzezeit. Hierbei dürfte es sich bis etwa 500 v. Chr. um keltisch sprechende Menschen gehandelt haben. Um ca. 500 v. Chr. verdrängten sodann Germanen die keltischen Bewohner, die über das linksrheinische Ufer nach Westen abwanderten und siedelten. Es dürfte sich nach Cäsars Beschreibung sodann um ca. 55 v. Chr. um Stammesgruppen der Ubier gehandelt haben, die hier am rechtsrheinischen Ufer vermutlich etwa bis zur Wuppermündung gesiedet haben. Die Ubier wurden sodann zwischen 19 und 17 v. Chr. auf das linksrheinische Gebiet umgesiedelt. Dies erfolgte im Zuge der Neubesiedelung nach dem durch Cäsars Truppen verübten Genozid an den zwischen Rhein und Maas lebenden Eburonen. Die mit den Römern verbündeten Ubier wurden durch Sugambrer und Sueben rechtsrheinisch bedrängt, zudem hatte die römische Administration ein Interesse an einer Neubesiedlung des Raumes zwischen Rhein und Maas. Die Ubier stellten später die ersten „Gründungsbewohner“ der späteren römischen Stadt Köln. In das Gebiet bis an den Rhein – somit auch nach Dünnwald – drängten in der Folge die Stämme der Usipeter oder der Tencterer, hier besteht noch eine gewisse Unsicherheit in der Forschung. Die zu den Dünnwalder Grabhügeln gehörende Siedlung wurde bisher allerdings noch nicht gefunden. Die Anzahl der Grabhügel zeugt jedoch von einer durchgängigen Besiedelung in der Bronze- und Eisenzeit, anders ist die große Anzahl an Grabhügeln nicht erklärlich.
Das 1117 erbaute Kloster St. Nikolaus erhielt 1122 die Pfarrgerechtsame vom Kölner Erzbischof; dies gilt als Jahr der Ortsgründung. Im Jahr 1143 wurde das Kloster durch die Prämonstratenserinnen von Kloster Steinfeld in der Eifel besiedelt. Das Vogteirecht für das Kloster kann ab dem Jahre 1190 den Grafen von Berg nachgewiesen werden. Seit dem hohen Mittelalter gehörte Dünnwald zum Amt Porz / Bensberg der Grafschaft (ab 1380 Herzogtum) Berg.
Die erste urkundliche Erwähnung Dünnwalds entstammt einem Schriftstück aus dem Jahr 1230, in dem das Rittergeschlecht Haan sowie deren Rittersitz Haus Haan benannt werden. 1487 wird ein Landzoll der Herzöge von Berg in Dünnwald genannt.
Während des Truchsessischen Krieges (1583–1588) wurde Dünnwald von Soldaten der kämpfenden Parteien am 13. August 1583 geplündert und gebrandschatzt. Zur Zeit des Dreißigjährigen Krieges wurde das Rittergut Haus Haan 1628 zerstört. 1635 fiel Dünnwald Hessischen Landsknechten zum Opfer.
Auch die Koalitionskriege wirkten sich auf das Leben der Bevölkerung von Dünnwald aus: Von 1795 bis 1801 lag Dünnwald im Besatzungsgebiet der Franzosen, die ebenfalls von 1808 bis 1815 das Gebiet als Teil des Großherzogtums Berg verwalteten. In nach-napoleonischer Zeit kam Dünnwald 1816 zur Mairie (Bürgermeisterei) Merheim im Landkreis Mülheim am Rhein (dieser bestand noch bis 1932). Zum 1. April 1914 wurde Dünnwald und dessen damaliger Gemeindeteil Höhenhaus als Teil der Bürgermeisterei Merheim nach Köln eingemeindet.
Im Rahmen der Industrialisierung entstand in Manfort nördlich von Dünnwald im Jahre 1869 die Sprengstoff-Fabrik Kaiser & Edelmann, in der 1870 bei einer Explosion fünfzehn Arbeiter starben. Zwei Jahre später übernahm die Hamburger Alfred Nobel u. Co. (ab 1876 Dynamit AG (DAG)) die Fabrik und baute sie aus. Wegen des benachbarten Bahnstation wurde sie Werk Schlebusch genannt. 1878 folgte der Aufbau einer Fabrik, die Berliner Blau, Salmiak und Soda herstellte.
Im Jahr 1903 wurde in Dünnwald auf Vorschlag und in einer Sitzung des erst vier Jahre zuvor gegründeten Dünnwalder Bürgervereins eine Freiwillige Feuerwehr gegründet. Diese existiert bis heute – nunmehr fest eingebunden in die Strukturen der Feuerwehr Köln – und ist für den Brandschutz sowie die technische Hilfeleistung in den Stadtteilen Dünnwald und Höhenhaus originär zuständig.
Zum 1. April 1914 wurde Dünnwald und dessen Gemeindeteil Höhenhaus als Teil der Bürgermeisterei Merheim nach Köln eingemeindet.
Im Zuge der „Unwetterlage vom 14. Juli 2021“ wurden auch Teile von Dünnwald stark überschwemmt und es kam zu einer Vielzahl an Schäden und Feuerwehreinsätzen. Ursache war einerseits mutmaßlich ein unterdimensioniertes Rückhaltebecken oder jedenfalls ein Abfluss aus dem Becken im Wald bei Diepeschrath. Dieses war nach Feststellungen der Stadt-Entwässerungsbetriebe (StEb) gegen 19 Uhr „randvoll“. Gleichzeitig war auch der unterirdische Randkanal stark verfüllt. Nachdem bereits im Tagesverlauf heftige Niederschläge zu überschwemmten Kellern und überlasteten Kanalrohren und einer Vielzahl an Feuerwehreinsätzen in und um Dünnwald geführt hatten, kam es am Abend des 14. Juli 2021 zu einer ersten Flutwelle zunächst ins Dünnwalder Waldbad, vermutlich aufgrund eines wegen Überlastung gebrochenen Dammes des Mutzbaches östlich des Waldbades. Etwas später trat eine zweite Flutwelle mutmaßlich aus dem Regenwasserrückhaltebecken (HRB) aus. Der Mutzbach war nach Feststellungen der Feuerwehr vor Ort zwar ebenfalls teils über die Ufer getreten, verlief aber im Wesentlichen in seinem Bett. Die Flutwelle bahnte sich ihren Weg durch den Wald, überschwemmte zunächst das Waldbad und flutete Teile des Wildparks und riss dort die Zäune nieder, was zu einem Entlaufen einer Vielzahl an Tieren führte. Auch wurden Zäune des Arboretums hinter der Siedlung „Im Leuchterbruch“ zerstört. An der Ostseite des Schwimmbades im Wald wurde eine Brücke über den Mutzbach aus Holz und Beton zerstört. Sodann traf die Flutwelle gegen 21:30 Uhr die Siedlung zwischen der Leuchterstraße und dem Zeisbuschweg sowie Haus Haan. Das Rittergut Haus Haan wurde zeitgleich von aus dem Randkanal hochsteigendem Wasser überschwemmt. Im angrenzenden Ortsteil Höhenhaus kam es ab ca. 22 Uhr zu Überschwemmungen in der Siedlung um den Imbacher Weg und den Steinbücheler Weg. Die Aufräumarbeiten zogen sich über mehrere Wochen.

## Kultur
Um 1900 begannen Kinder und Jugendliche als Dünnwalder Pengsjonge eine Tradition des Pfingstsingens. Dabei geht die Gruppe am Pfingstsamstag von Haus zu Haus und singt Lieder, was mit Nahrung oder kleinen Geldbeträgen gedankt wird. Ab 1931 führte der Spielmannszug der Freiwilligen Feuerwehr Dünnwald die Tradition fort. Nach 20-jähriger Pause belebten 1985 einige Mitglieder des Männerchors des Pfarr-Cäcilien-Vereins die Tradition erneut.
Zu den in Dünnwald tätigen Vereinen gehören u. a. der Dünnwalder Bürgerverein von 1899, Pfarr-Cäcilien-Verein an St. Hermann-Joseph, Dünnwalder Turnverein 1905 und der Dünnwalder Sport Club 1929 e. V. („SC Dünnwald“).

## Bevölkerungsstatistik
Struktur der Bevölkerung von Köln-Dünnwald (2021):
- Durchschnittsalter der Bevölkerung: 42,7 Jahre (Kölner Durchschnitt: 41,4 Jahre)
- Ausländeranteil: 16,9 % (Kölner Durchschnitt: 19,3 %)
- Arbeitslosenquote: 11,7 % (Kölner Durchschnitt: 8,6 %)

## Sehenswertes
- Denkmal „Der Weiße Mönch“
- Denkmal „Grinkenschmied“

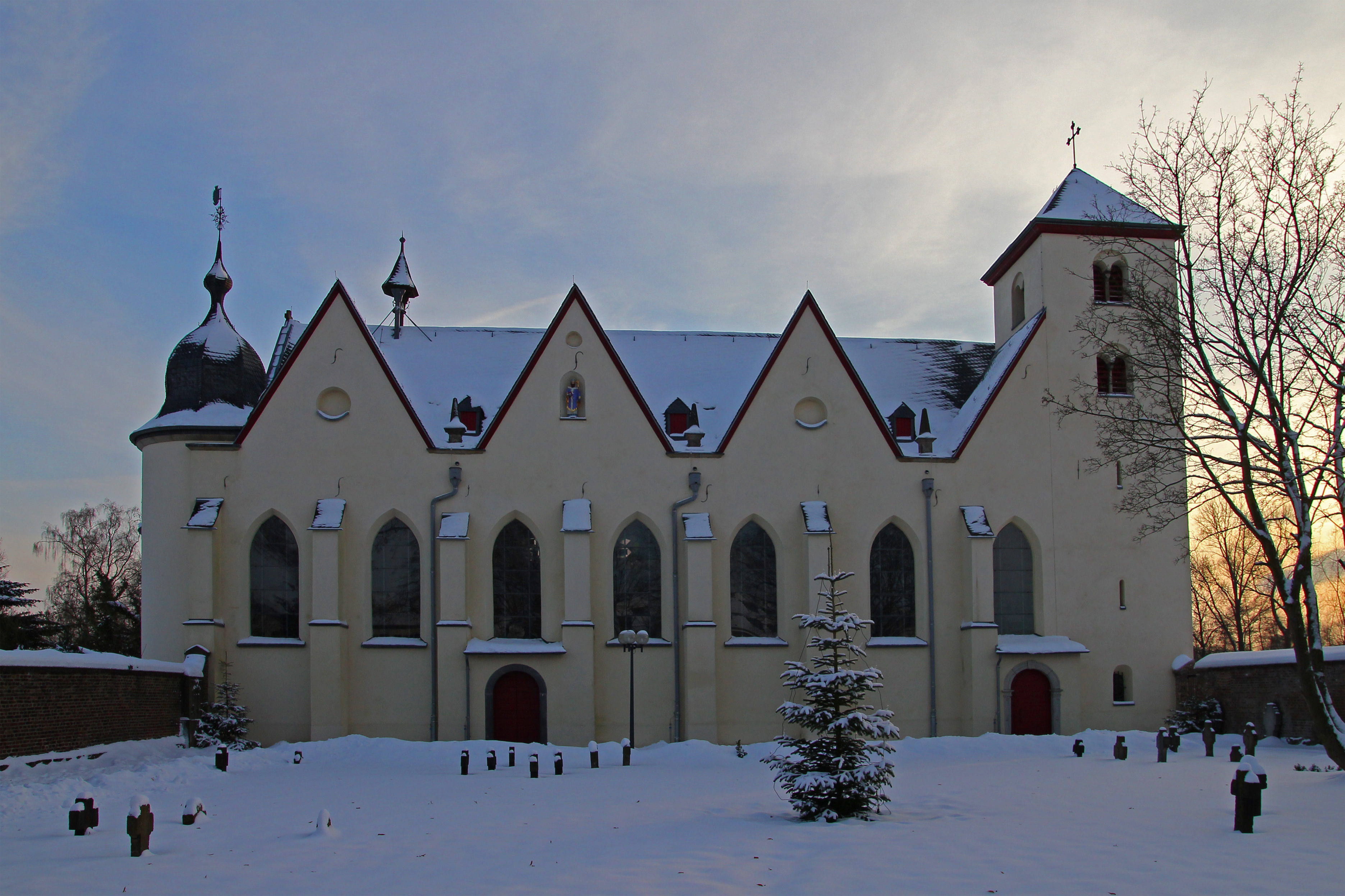
Ehem. Prämonstratenserinnen-Kirche St. Nikolaus (2010)

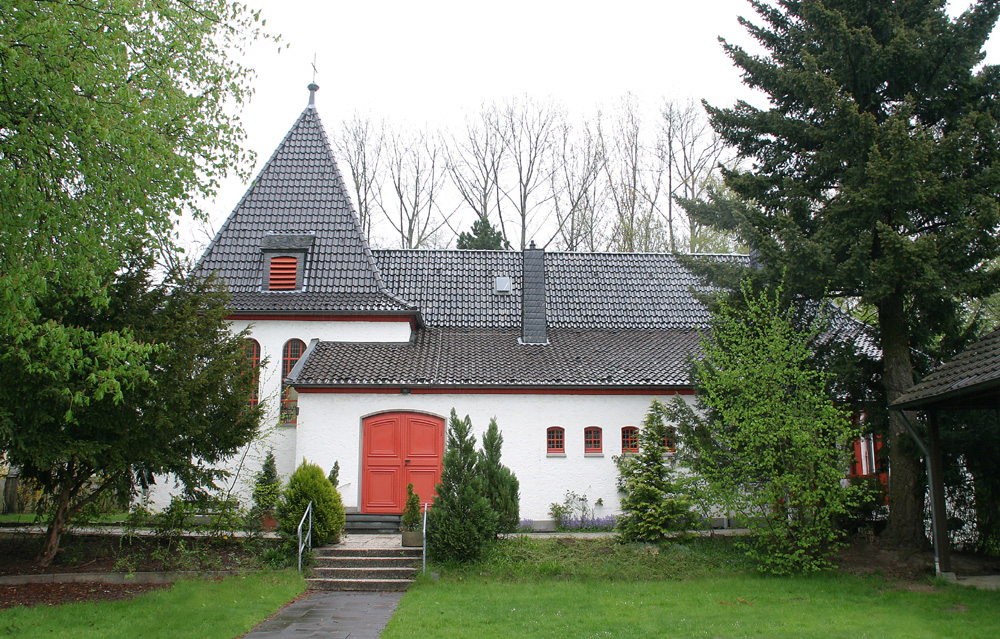
Ev. Tersteegen-Kirche. Erbaut 1937–38, benannt nach dem Mystiker und Liederdichter Gerhard Tersteegen (2006)

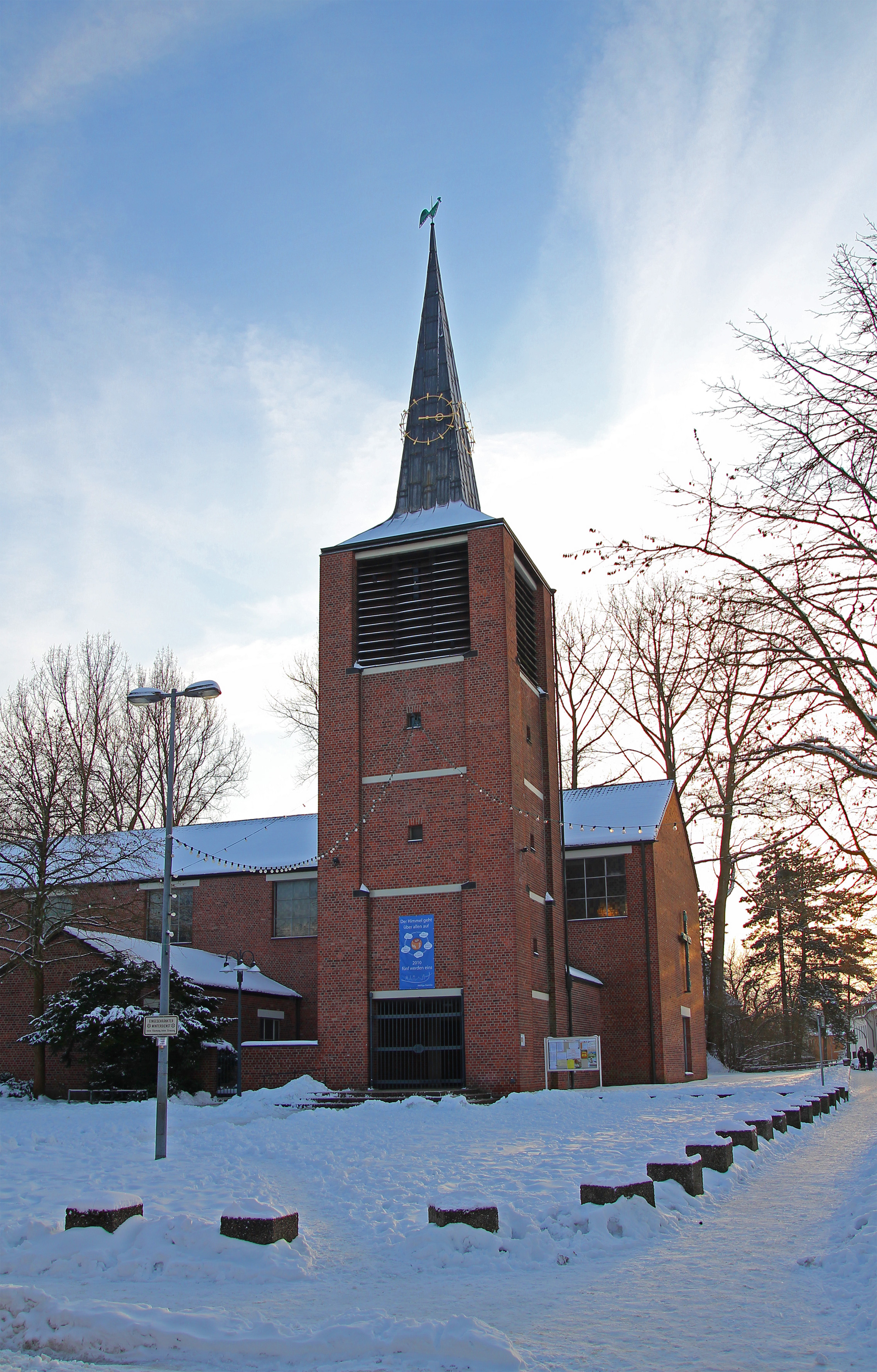
Kath. Pfarrkirche St. Hermann-Josef, erbaut 1958 (Foto: 2010)

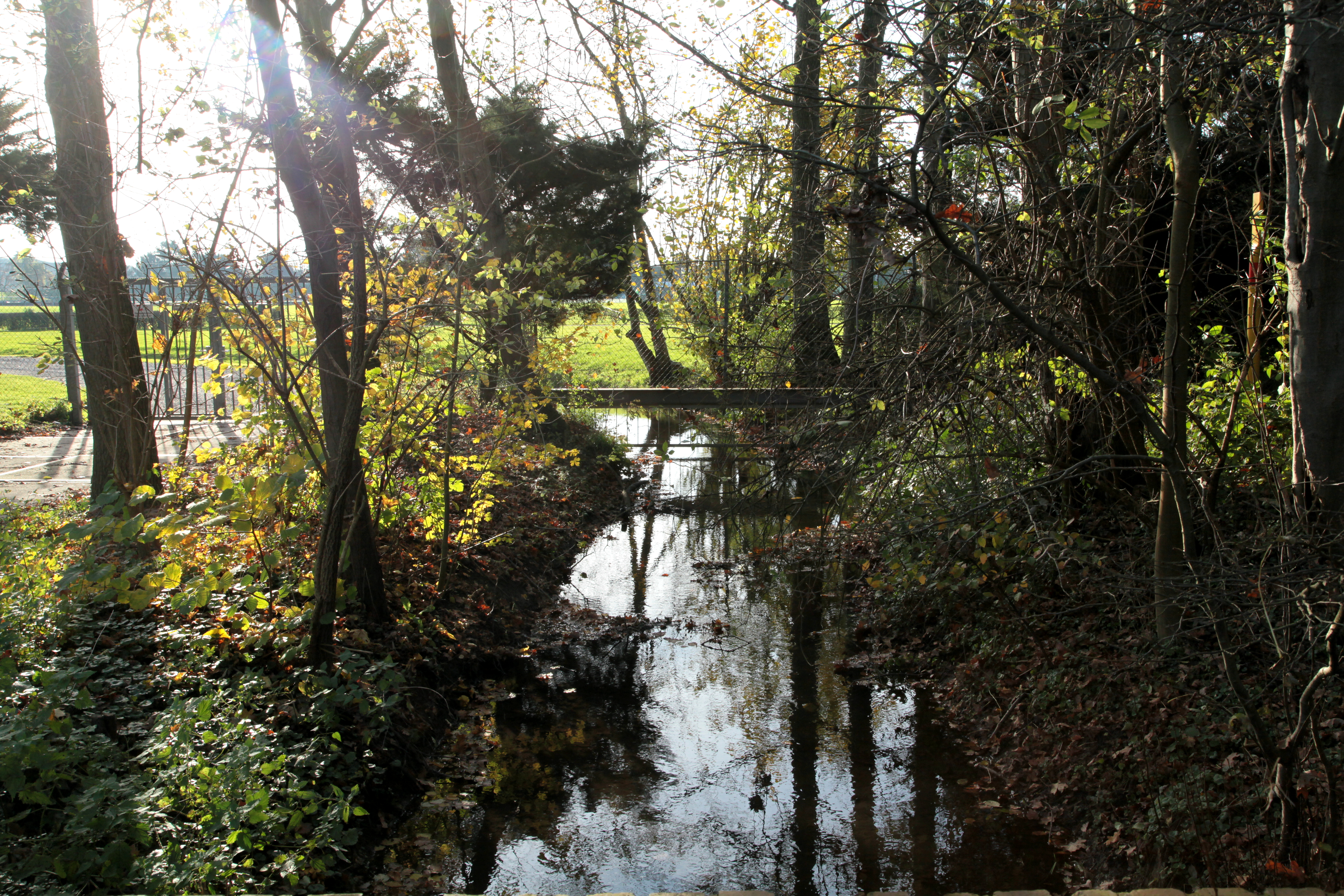
Mutzbach in Dünnwald (2014)

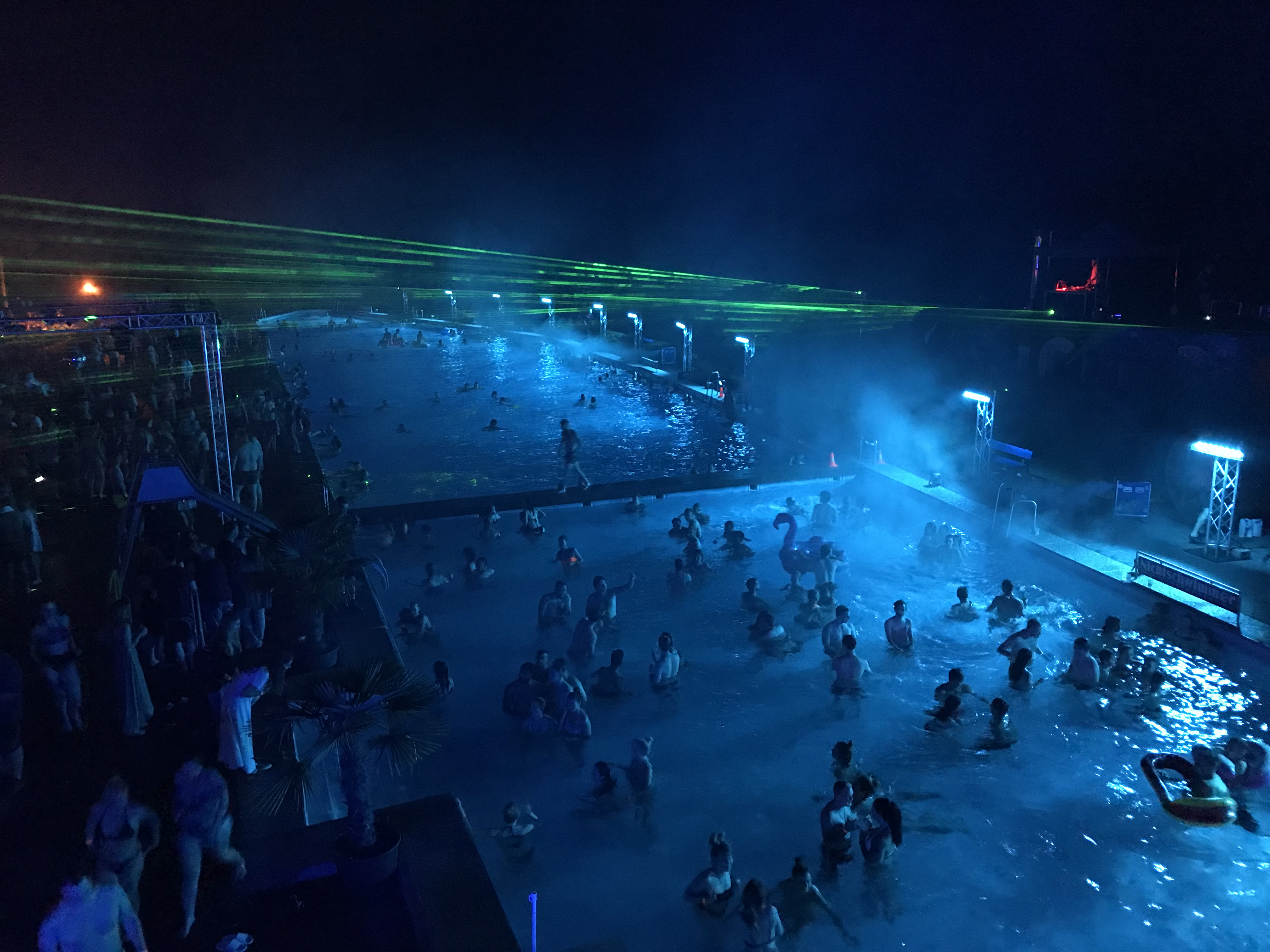
Mitternachtsschwimmen im Waldbad Dünnwald (2019)

- Hochkreuz auf dem alten Teil des Friedhofes
- Basilika St. Nikolaus von 1117 nebst Klosterhof und altem Pfarrhaus
- Altes Prämonstratenserkloster von 1117
- Kath. Kirche St. Hermann-Joseph
- Evgl. Tersteegen-Kirche
- Museumsstellwerk Köln-Dünnwald
- Naturschutzgebiet Am Hornpottweg
- Landschaftsschutzgebiet „Dünnwalder Wald“
- Dünnwalder Arboretum
- Wohn- und Geschäftshaus „Am Ritter“
- „Nordschule“, heutige Förderschule Berliner Str.
- Rittergut Haus Haan
- Wildpark
- Schießplatz Dünnwald / Hinrichtungsstätte im Nationalsozialismus mit Denkmal
- Umfangreiche Bunkeranlagen am Kalkweg, nahe dem Schießplatz Dünnwald
- Hügelgräber/Grabhügelfelder im Dünnwalder Wald (Richtung Schlebusch), Bodendenkmal
- Karnevalsmuseum der Große Dünnwalder KG v. 1927 e. V. Fidele Jonge im Hoppeditz Hüsje, Dünnwalder Mauspfad
- Geburtshaus von Franz-Peter Kürten (Heimatdichter)
- Kreisverkehr mit Holzkunst Dünnwalder Mauspfad / Leuchterstraße
- Hornpottsiedlung (Ensembledenkmal)
- Historisches Dünnwalder Waldbad (Freibad) mit Naherholungsgebiet

## Verkehr
Angebunden ist Köln-Dünnwald durch die Berliner Straße, die den Stadtteil südlich mit Höhenhaus und nördlich mit Leverkusen verbindet. Eine Anbindung an das Stadtbahnnetz ist durch die Haltestellen Leuchterstraße sowie Odenthaler Straße gegeben. Es kursieren mehrere Buslinien ab diesen Haltestellen. Zudem liegt Köln-Dünnwald an der von Güterzügen befahrenen Bahnstrecke Mülheim-Speldorf–Troisdorf. Dort befindet sich das Museumsstellwerk Köln-Dünnwald.

## Persönlichkeiten
- Leonhard Goffiné, deutscher Prämonstratenserpater
- Karl Voss, Bildhauer
- Franz Peter Kürten, Schriftsteller und Volkskundler
- Peter Baum, Kommunalpolitiker
- Hans Berger, Richter und Diplomat
- Herbert Labusga, deutscher Maler und Bildhauer
- Marc Jan Eumann, Politiker (SPD) Staatssekretär